# 9-й всероссийский чемпионат по тяжёлой атлетике
9-й всероссийский чемпионат по тяжёлой атлетике прошёл 13-15 марта 1905 года в Санкт-Петербурге в зале спортивного клуба «Калев». В соревнованиях приняли участие шесть спортсменов из трёх городов. Атлеты соревновались без разделения на весовые категории. Участники выступали в трёх тяжелоатлетических дисциплинах (жим, рывок и толчок), каждое из которых выполнялось левой, правой и обоими руками. Победитель определялся по сумме мест во всех упражнениях, без подсчёта итоговой суммы.
| Место | Участник          | Город  | Жим (кг) | Жим (кг) | Жим (кг) | Рывок (кг) | Рывок (кг) | Рывок (кг) | Толчок (кг) | Толчок (кг) | Толчок (кг) |
| ----- | ----------------- | ------ | -------- | -------- | -------- | ---------- | ---------- | ---------- | ----------- | ----------- | ----------- |
| Место | Участник          | Город  | двумя    | правой   | левой    | двумя      | правой     | левой      | двумя       | правой      | левой       |
| 1     | Эдуард Гросс      | Нарва  | 114,6    | 98,1     | 85,9     | 98,1       | 72,0       | 61,3       | 122.8       | 90.0        | 85.9        |
| 2     | Вольдемар Зееберг | Ревель | 102,3    | 94,1     | 81,9     | 94,8       | 65,5       | 61,4       | 131.0       | 85.9        | 73.7        |
| 3     | Александр Шнейдер | Ревель | 102,3    | 90,1     | 81,9     | 88,6       | 65.5       | 49.1       | 113.9       | 77.8        | 69.1        |